# Naturally Live
Naturally Live is een livealbum van de Britse rock- en bluesband Ten Years After. De band bestaat sinds 1966, met diverse bezettingswijzigingen en een onderbreking tussen 1974 en 1988.  

## Achtergrond
Ten Years After heeft haar eerste plaat (het gelijknamige album Ten Years After) uitgebracht in 1967. In 1969 speelden ze op het Woodstockfestival, waar ze veel succes hadden met het rocknummer I'm going home. De band bestaat tot heden, met diverse bezettingswijzigingen en een onderbreking tussen 1974 en 1988.
Dit album werd op 24 maart 2018 opgenomen in HSD Museumkeller in Erfurt, Duitsland, en uitgebracht op 6 september 2019. Het bevat live-uitvoeringen van oude, succesvolle nummers die tussen 1967 en 1975 op de plaat zijn verschenen (zoals het ruim tien minuten durende  I'm going home, One of these days, Hear me calling, I'd love to change the world en 50,000 miles beneath my brain) en van nummers die eerder op het studioalbum A Sting in the Tale uit 2017 stonden (zoals Land of the vandals, Silverspoon lady en Last night of the bottle).
Er staan veel stevige, swingende rocknummers op dit album  maar ook enkele akoestische nummers (Portable people, Don’t want you woman en Losing the dogs) die in een studioversie op het eerste, gelijknamige studioalbum uit 1967 staan.
De oudere nummers zijn grotendeels geschreven door de toenmalige zanger/gitarist Alvin Lee, behalve het rock-'n-rollnummer Good morning little schoolgirl dat is geschreven door Sonny Boy Williamson I en Losing the dogs dat is geschreven door Alvin Lee samen met producer Gus Dudgeon. De nummers van het album A Sting in the Tale zijn geschreven door de bandleden gezamenlijk.

## Nummers
1. Land of the vandals - (Marcus Bonfanti, Chick Churchill, Colin Hodgkinson en Ric Lee) 3:46
2. One of these days - (Alvin Lee) 5:08
3. Hear me calling -  (Alvin Lee) 6:28
4. I'd love to change the world -  (Alvin Lee) 6:37
5. Silverspoon lady - (Marcus Bonfanti, Chick Churchill, Colin Hodgkinson en Ric Lee)  4:15
6. Last night of the bottle -  (Marcus Bonfanti, Chick Churchill, Colin Hodgkinson en Ric Lee)  5:51
7. Portable people -  (Alvin Lee)  3:01
8. Don ’t want you woman -  (Alvin Lee)  4:03
9. Losing the dogs -  (Alvin Lee en Gus Dudgeon) 3:36
10. 50.000 miles beneath my brain -  (Alvin Lee) 7:39
11. Good morning little schoolgirl -  (Sonny Boy Williamson) 7:52
12. I'm going home -  (Alvin Lee) 10:37
13. Ric Lee introducing Ten Years After 2:30

## Muzikanten
De band bestaat uit:
- Marcus Bonfanti - zang, gitaar
- Chick Churchill - orgel, piano)
- Ric Lee - drumstel
- Colin Hodgkinson - basgitaar

Chick Churchill en Ric Lee hebben vanaf de oprichting deel uitgemaakt van de band. Medeoprichter, liedschrijver en bandleider Alvin Lee (zang, gitaar) heeft de band in 2003 verlaten. Marcus Bonfantie en Colin Hodgkinson maken vanaf 2014 deel uit van de band.